# Marius Sabaliauskas
Marius Sabaliauskas (Kaunas, 15 novembre 1978) è un ex ciclista su strada lituano, professionista dal 2001 al luglio 2006. Pur cogliendo alcune vittorie fra i dilettanti e importanti risultati ai mondiali categoria Under-23, non riuscì ad imporsi in nessuna competizione fra i professionisti; tuttavia ottenne qualche piazzamento di rilievo, come il secondo posto al Giro dell'Appennino 2003 e il decimo al Giro dell'Emilia 2002.

## Palmarès
- 1999 (dilettanti)

Gran Premio Colli Rovescalesi
Piccolo Giro dell'Emilia
Clásica Memorial Txuma
- 2000 (dilettanti)

2ª tappa Vuelta a Navarra (Tudela > Viana)
G.P. Città di Corridonia
Trofeo Comune Valperga Canavese - Memorial Pesenti

## Piazzamenti

### Grandi Giri
- Giro d'Italia

2002: ritirato (12ª tappa)
2003: 48º
2005: 66º
- Tour de France

2004: 42º
- Vuelta a España

2004: 87º

### Competizioni mondiali
- Campionati del mondo su strada

Valkenburg 1998 - In linea Under-23: 15º
Verona 1999 - In linea Under-23: 7º
Plouay 2000 - Cronometro Under-23: 5º
Plouay 2000 - In linea Under-23: 5º
Zolder 2002 - Cronometro Elite: 21º
Zolder 2002 - In linea Elite: 89º
Verona 2004 - In linea Elite: 73º